# Podwójna ósemka

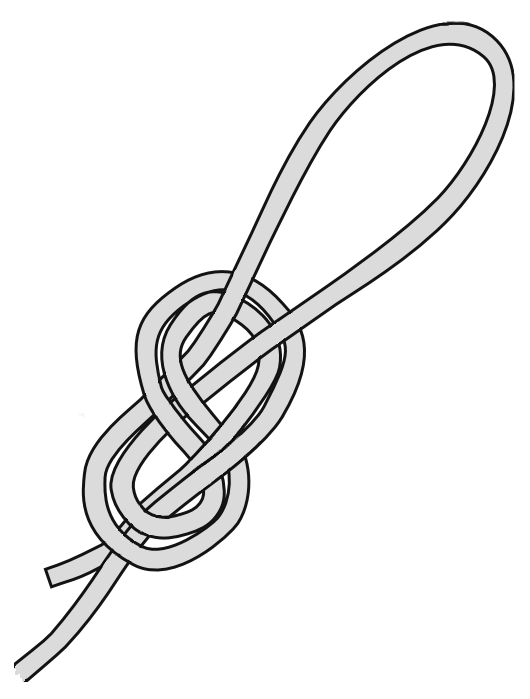
Podwójna ósemka

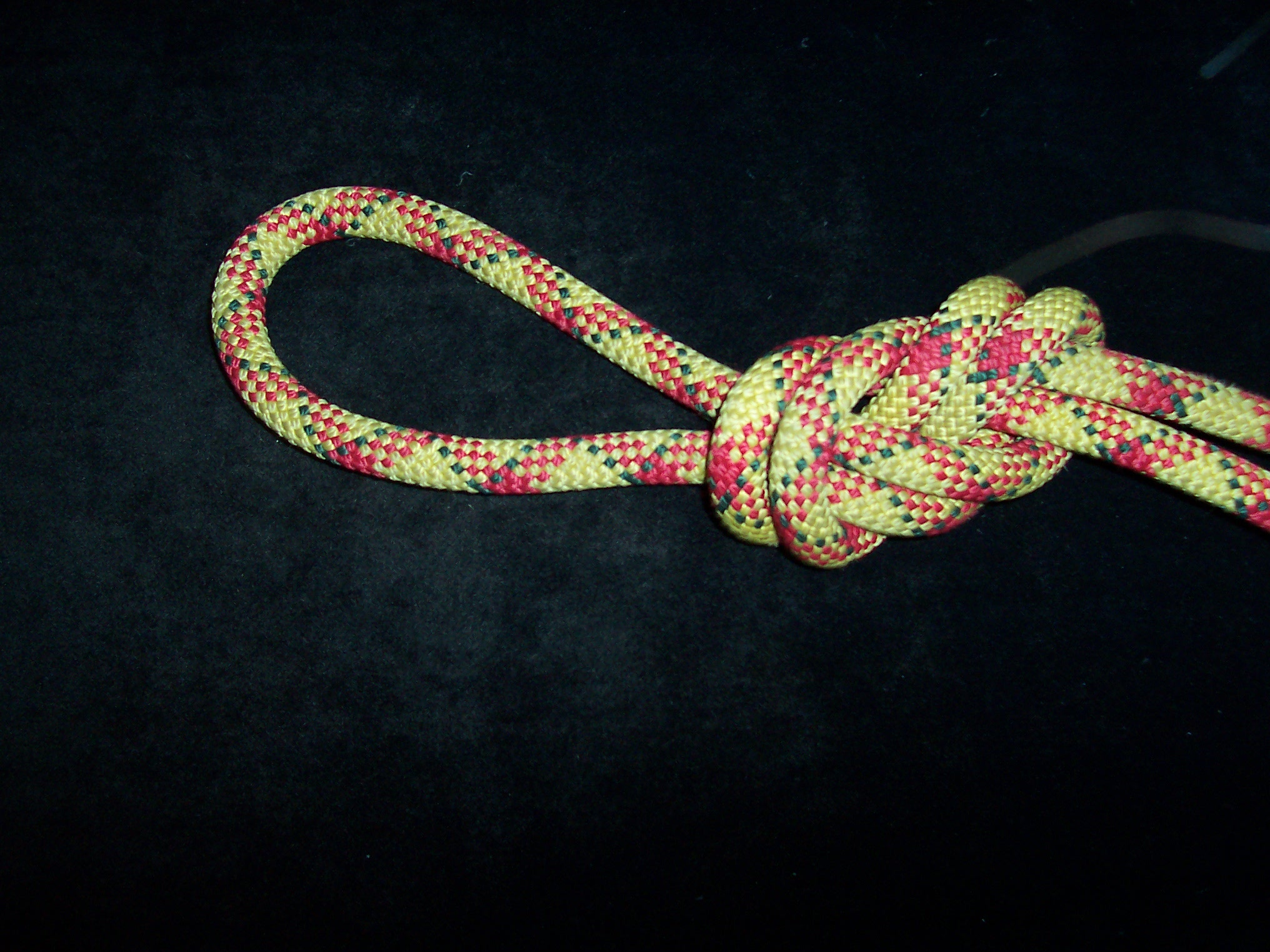
podwójna ósemka

Podwójna ośemka – węzeł stosowany we wspinaczce m.in. do połączenia liny asekuracyjnej i uprzęży wspinaczkowej. Stopniowo wypiera węzeł skrajny tatrzański z uwagi na łatwość kontroli poprawności zawiązania podwójnej ósemki.
Podczas odpadnięcia podwójna ósemka zaciska się, nieznacznie zwiększając amortyzujące działanie liny. Z tego powodu jej późniejsze rozwiązanie może wymagać użycia dużej siły.
Podwójna ósemka jest również stosowana do łączenia ze sobą dwóch lin o tej samej (lub bardzo zbliżonej) średnicy. W porównaniu do innych węzłów używanych w tym samym celu (kluczka, zderzakowy) jest łatwiejsza do rozwiązania po obciążeniu, jednak trudniej niż kluczka przechodzi przez skalne krawędzie przy ściąganiu liny.